# Jo Bonnier

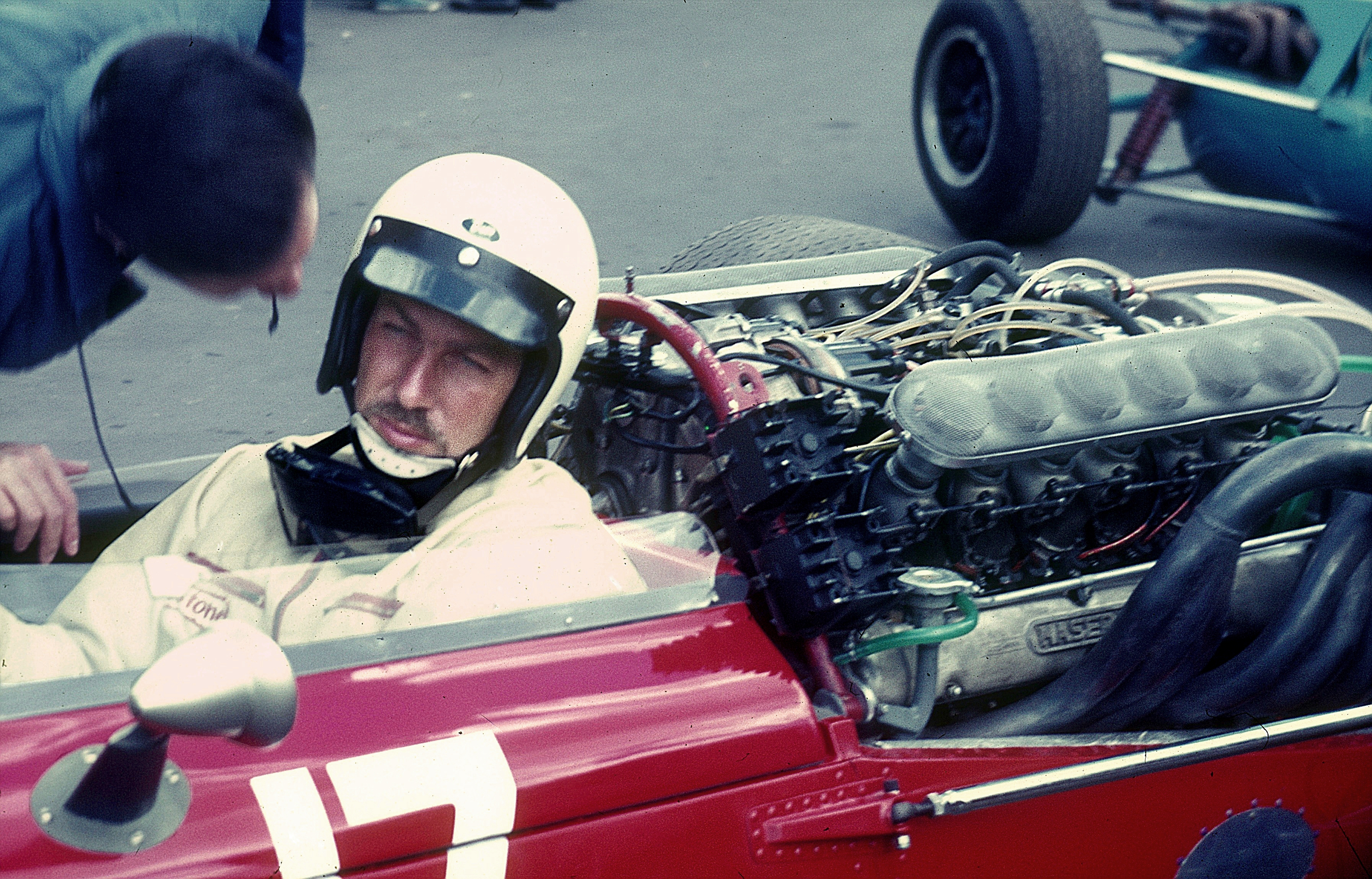
Jo Bonnier al 1966

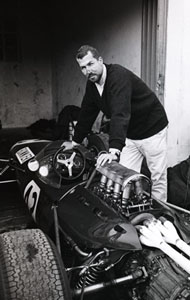
Jo Bonnier, l'any 1965

Joakim «Jo» Bonnier (Estocolm, 31 de gener de 1930 - Le Mans, 11 de juny de 1972) va ser pilot de carreres d'automòbils que va competir a diferents categories al llarg de la seva vida, destacant però a la Fórmula 1 on va tenir una dilatada carrera.

## Història a la F1
Va començar a competir en curses sobre gel, encara que l'any 1955 es va passar a les curses en circuits. Aviat va ser cridat per Maserati, escuderia amb la qual va disputar la seva primera cursa, el Gran Premi d'Itàlia de 1956, conduint un 250F que va haver d'abandonar a la tercera volta. Amb Maserati hi va romandre fins a la fi de l'any 1958, quan va firmar amb BRM.
A la temporada de 1959 guanya el Gran Premi dels Països Baixos, en la que seria la seva única victòria a la Fórmula 1.
Va córrer amb les escuderies Scuderia Centro Sud, BRM, Porsche, Rob Walker Racing Team, Joakim Bonnier Racing Team, Lotus, Brabham, Anglo-Suisse Racing / Ecurie Bonnier i Honda.
Es retira de la competició amb la cursa al Gran Premi dels Estats Units de 1971. Després, el mateix any, va guanyar els 1.000 km de Barcelona disputat al Circuit de Montjuïc, junt amb Ronnie Peterson, competició que no puntuava per cap campionat.

### Resum
| Curses: | Victòries: | Pòdiums: | Poles: | Voltes ràpides: | Punts: |
| ------- | ---------- | -------- | ------ | --------------- | ------ |
| 104     | 1          | 1        | 1      | 0               | 39     |

- Millor classificació al campionat: 8è l'any 1959 (amb 10 punts)